# 長棘銀眼鯛
長棘銀眼鯛（学名：Polymixia longispina，又名长棘鬚鳂）為輻鰭魚綱鬚鰃目鬚鰃科须鳂属的其中一種鱼类，分布於西北太平洋東海海域，琉球海沟中部西侧深270-278米海区等。棲息深度190-670公尺，體長可達14.2公分，棲息在大陸坡。

## 形态特征
体被中型圆鳞，易落；头部无鳞；无侧线；纵列鳞数71-87。背鳍两个，第一背鳍单一延长棘；第二背鳍呈孤形，前部高起，具软条51-60；臀鳍与第二背鳍相似，约略相对，起点在背鳍起点之前，具软条56-63；腹鳍喉位，外侧鳍条延长如丝；尾鳍截形或微内凹。体上部灰黑色，下部灰白色。